# Sik (haargroei)

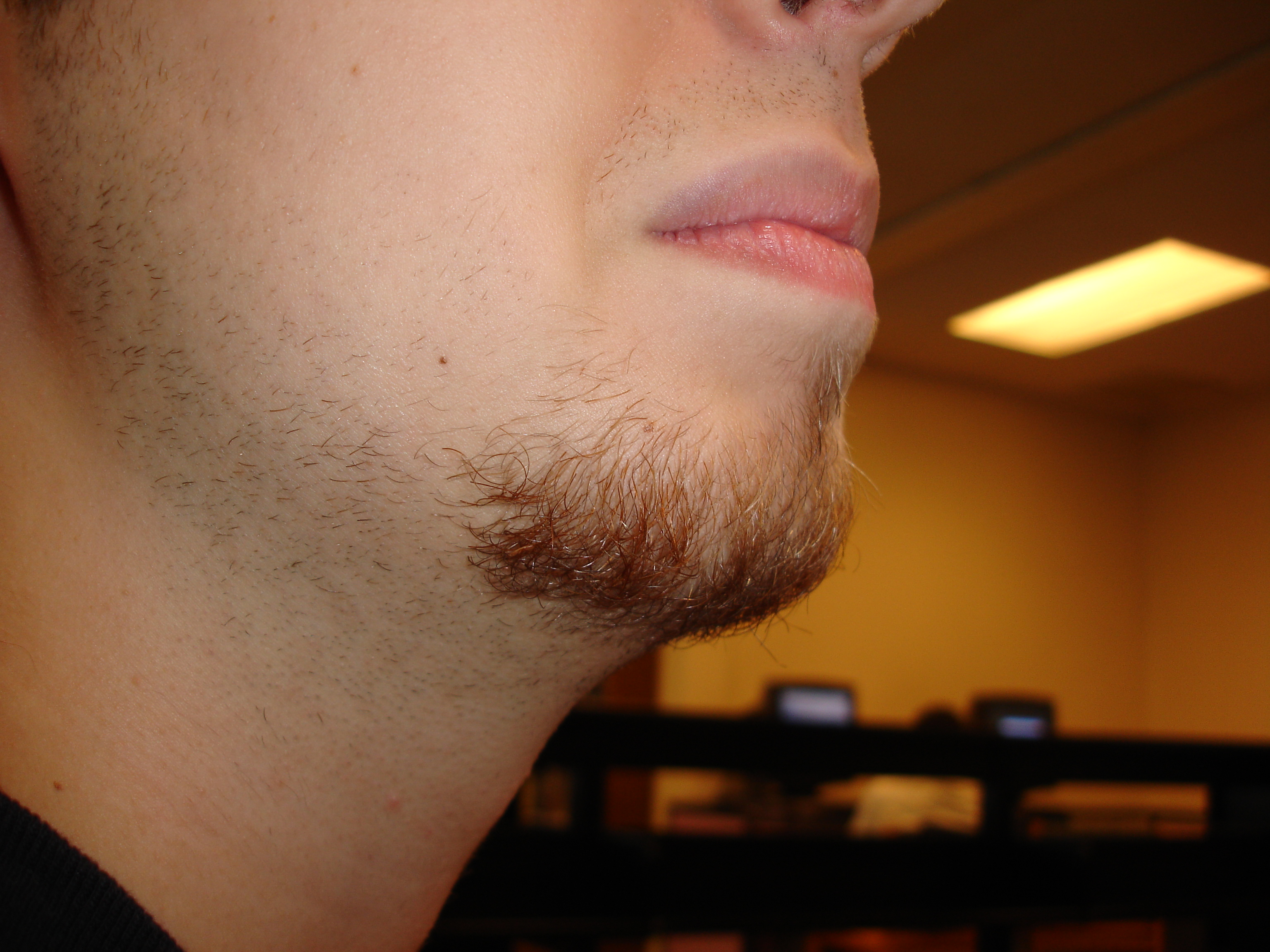
Een sik.

Een sik is een baard gevormd uit een pluk haar op de kin.
De sik kende een opleving in de jaren 1990, toen een kortgeknipte variant met geïntegreerde snor gepopulariseerd werd door honkbalspelers, atleten en andere sportidolen.
Zoals de baard wordt de sik het meest aangetroffen in combinatie met een snor. Sinds het begin van de 21e eeuw begonnen nieuwe stijlen aan te slaan. 
In satirische fictie is de sik vaak het kenteken van de evil twin van een personage. Dit komt misschien door historische weergave van Satan met een sik, en wordt gebruikt in afleveringen zoals Mirror, Mirror van de televisieserie Star-trek. In deze aflevering heeft Spock een evil twin in een parallel universum die een sik draagt. Dit wordt vaak geparodieerd, bijvoorbeeld bij South Park, waarin Eric Cartmans evil twin uit een parallel universum precies op hem lijkt, behalve dat hij een sik en een snor draagt.

## Sikstijlen
- Musketier of vliegje - Een kleine, gepunte sik met een Engelse snor (smal, prominent), zoals gedragen door de Franse mousquetaires
- Vandyck - Een volle sik en snor met opgekrulde uiteinden, zoals gedragen door de 17e-eeuwse Vlaamse schilder Anthony van Dyck. Tegenwoordig is een Vandyck vaak elke snor-/sikcombinatie.

## Bekende sikdragers
- Buffalo Bill
- Chris Cornell
- Guy Fawkes
- Jesse James
- Anton Szandor LaVey
- Hồ Chí Minh
- Kardinaal de Richelieu
- Peter Paul Rubens
- Colonel Sanders
- Lev Trotski
- Walter Ulbricht
- Antoon van Dyck
- Frank Zappa

## Bekende fictieve sikdragers
- Flexo, de dubbelganger van Bender in Futurama
- Iznogoedh
- Jafar
- Krimson
- Pan
- Shaggy Rogers
- Satan
- Joachim Sickbock
- Professor Zonnebloem